# Мердад Мінаванд
Мердад Мінаванд (перс. مهرداد میناوند‎, 30 листопада 1975, Тегеран, Іран — 27 січня 2021) — іранський футболіст, що грав на позиції півзахисника.
Виступав, зокрема, за клуб «Штурм» (Грац), а також національну збірну Ірану.

## Клубна кар'єра
У дорослому футболі дебютував 1994 року виступами за команду клубу «ПАС».
Протягом 1995—1998 років захищав кольори команди клубу «Персеполіс».
Своєю грою за останню команду привернув увагу представників тренерського штабу клубу «Штурм» (Грац), до складу якого приєднався 1998 року. Відіграв за команду з Граца наступні три сезони своєї ігрової кар'єри. Більшість часу, проведеного у складі «Штурма», був основним гравцем команди.
Згодом з 2001 по 2005 рік грав у складі команд клубів «Шарлеруа», «Персеполіс», «Аль-Шабаб» (Дубай) та «Сепахан».
Завершив професійну ігрову кар'єру у клубі «Рах Ахан», за команду якого виступав протягом 2005—2006 років.

## Виступи за збірну
1996 року дебютував в офіційних матчах у складі національної збірної Ірану. Протягом кар'єри у національній команді, яка тривала сім років, провів у формі головної команди країни 64 матчі, забивши чотири голи.
У складі збірної був учасником кубка Азії з футболу 1996 року в ОАЕ, на якому команда здобула бронзові нагороди, чемпіонату світу 1998 року у Франції, кубка Азії з футболу 2000 року в Лівані.
Помер Мердад Мінаванд 27 січня 2021 року в Тегерані внаслідок коронавірусної хвороби.

## Титули і досягнення
- Чемпіон Ірану (2):

«Персеполіс»: 1995-96, 1996-97
- Чемпіон Австрії (1):

«Штурм» (Грац): 1998-99
- Володар Кубка Австрії (1):

«Штурм» (Грац): 1998-99
- Володар Суперкубка Австрії (2):

«Штурм» (Грац): 1998, 1999
- Бронзовий призер Кубка Азії: 1996